# Rio Galbenu (Latoriţa)
O Rio Galbenu é um rio da Romênia, afluente do Latoriţa
 Lake Galbenu, localizado no distrito de Vâlcea.